# Hellas Verona F.C.
Hellas Verona Football Club, thường được gọi là Hellas Verona hoặc đơn giản là Verona, là một câu lạc bộ bóng đá Ý ở thành phố Verona, xứ Veneto. Trang phục truyền thống của câu lạc bộ có hai màu vàng và xanh dương, đây cũng là hai màu xuất hiện trên biểu tượng của thành phố Verona (chữ thập màu vàng trên nền xanh). Gialloblu (tiếng Ý là vàng-xanh) là biệt danh phổ biến nhất của câu lạc bộ.
Trong lịch sử Hellas Verona từng một lần vô địch Serie A vào mùa giải 1984-85. Từ năm 1963 sân nhà của câu lạc bộ là sân vận động Marcantonio Bentegodi, với sức chứa 39.211 chỗ ngồi.

## Cầu thủ

### Đội hình hiện tại
Tính đến ngày 6/9/2024
Ghi chú: Quốc kỳ chỉ đội tuyển quốc gia được xác định rõ trong điều lệ tư cách FIFA. Các cầu thủ có thể giữ hơn một quốc tịch ngoài FIFA.
| Số | VT | Quốc gia   | Cầu thủ                                |
| -- | -- | ---------- | -------------------------------------- |
| 1  | TM | Ý          | Lorenzo Montipò                        |
| 3  | HV | Đan Mạch   | Martin Frese                           |
| 4  | HV | Áo         | Flavius Daniliuc (mượn từ Salernitana) |
| 5  | TV | Ý          | Davide Faraoni                         |
| 6  | TV | Pháp       | Reda Belahyane                         |
| 7  | TĐ | Pháp       | Mathis Lambourde                       |
| 8  | TV | Serbia     | Darko Lazović                          |
| 9  | TĐ | Thụy Điển  | Amin Sarr (mượn từ Lyon)               |
| 11 | TĐ | Đan Mạch   | Casper Tengstedt (mượn từ Benfica)     |
| 12 | HV | Croatia    | Domagoj Bradarić (mượn từ Salernitana) |
| 13 | TĐ | Argentina  | Juan Manuel Cruz                       |
| 14 | TĐ | Cabo Verde | Dailon Livramento                      |
| 15 | HV | Pháp       | Yllan Okou (mượn từ Bastia)            |
| 16 | TM | Ý          | Mattia Chiesa                          |
| 17 | TV | Bỉ         | Ayanda Sishuba                         |

| Số | VT | Quốc gia     | Cầu thủ                                     |
| -- | -- | ------------ | ------------------------------------------- |
| 18 | TV | Maroc        | Abdou Harroui                               |
| 20 | TV | Cộng hòa Síp | Grigoris Kastanos (mượn từ Salernitana)     |
| 21 | TV | Bồ Đào Nha   | Dani Silva                                  |
| 22 | TM | Ý            | Alessandro Berardi                          |
| 23 | HV | Ý            | Giangiacomo Magnani                         |
| 25 | TV | Đức          | Suat Serdar                                 |
| 27 | HV | Ba Lan       | Paweł Dawidowicz (đội phó)                  |
| 29 | TĐ | Đức          | Faride Alidou (mượn từ Eintracht Frankfurt) |
| 31 | TV | Slovakia     | Tomáš Suslov                                |
| 33 | TV | Slovakia     | Ondrej Duda                                 |
| 34 | TM | Ý            | Simone Perilli                              |
| 35 | TĐ | Colombia     | Daniel Mosquera                             |
| 38 | HV | Cameroon     | Jackson Tchatchoua                          |
| 42 | HV | Ý            | Diego Coppola                               |
| 87 | HV | Ý            | Daniele Ghilardi                            |

### Đội trẻ
Tính đến ngày 3/9/2024.
Ghi chú: Quốc kỳ chỉ đội tuyển quốc gia được xác định rõ trong điều lệ tư cách FIFA. Các cầu thủ có thể giữ hơn một quốc tịch ngoài FIFA.
| Số | VT | Quốc gia    | Cầu thủ        |
| -- | -- | ----------- | -------------- |
| 28 | TĐ | Argentina   | Agustín Luna   |
| 72 | TĐ | Bờ Biển Ngà | Junior Ajayi   |
| 80 | TV | Ý           | Alphadjo Cissè |

| Số | VT | Quốc gia  | Cầu thủ           |
| -- | -- | --------- | ----------------- |
| 82 | HV | Ý         | Christian Corradi |
| 98 | TM | Ý         | Federico Magro    |
| 99 | HV | Thụy Điển | Karlson Nwanege   |

### Các cầu thủ khác trong hợp đồng
Tính đến ngày 3/9/2024.
Ghi chú: Quốc kỳ chỉ đội tuyển quốc gia được xác định rõ trong điều lệ tư cách FIFA. Các cầu thủ có thể giữ hơn một quốc tịch ngoài FIFA.
| Số | VT | Quốc gia | Cầu thủ       |
| -- | -- | -------- | ------------- |
| —  | HV | Ý        | Diego Fornari |
| —  | TV | Ý        | Bruno Conti   |

| Số | VT | Quốc gia    | Cầu thủ             |
| -- | -- | ----------- | ------------------- |
| —  | TV | Tây Ban Nha | Joselito            |
| —  | TĐ | Slovenia    | David Flakus Bosilj |

### Cho mượn
Tính đến ngày 6/9/2024.
Ghi chú: Quốc kỳ chỉ đội tuyển quốc gia được xác định rõ trong điều lệ tư cách FIFA. Các cầu thủ có thể giữ hơn một quốc tịch ngoài FIFA.
| Số | VT | Quốc gia   | Cầu thủ                                            |
| -- | -- | ---------- | -------------------------------------------------- |
| —  | TM | Ý          | Elia Boseggia (tại Arzignano đến 30/6/2025)        |
| —  | TM | Ý          | Giacomo Toniolo (tại Legnago Salus đến 30/6/2025)  |
| —  | HV | Ý          | Edoardo Bernardi (tại Trento đến 30/6/2025)        |
| —  | HV | Ý          | Nicolò Calabrese (tại Virtus Verona đến 30/6/2025) |
| —  | HV | Brasil     | Charlys (tại Cosenza đến 30/6/2025)                |
| —  | HV | Thổ Nhĩ Kỳ | Koray Günter (tại Goztepe đến 30/6/2025)           |
| —  | TV | Ba Lan     | Mateusz Praszelik (tại Sudtirol đến 30/6/2025)     |
| —  | TV | Hà Lan     | Elayis Tavşan (tại Cesena đến 30/6/2025)           |

| Số | VT | Quốc gia     | Cầu thủ                                         |
| -- | -- | ------------ | ----------------------------------------------- |
| —  | TĐ | Hà Lan       | Jayden Braaf (tại Salernitana đến 30/6/2025)    |
| —  | TĐ | Ý            | Federico Caia (tại Virtus Verona đến 30/6/2025) |
| —  | TĐ | Ý            | Mattia Florio (tại Caldiero đến 30/6/2025)      |
| —  | TĐ | Pháp         | Thomas Henry (tại Palermo đến 30/6/2025)        |
| —  | TĐ | Sierra Leone | Yayah Kallon (tại Salernitana đến 30/6/2025)    |
| —  | TĐ | Ý            | Kevin Lasagna (tại Bari đến 30/6/2025)          |
| —  | TĐ | Serbia       | Stefan Mitrović (tại OH Leuven đến 30/6/2025)   |

## Danh hiệu
Serie A
- Vô địch (1): 1984-85

Serie B
- Vô địch (3): 1956-57, 1981-82, 1998-99

Coppa Italia:
- Về nhì (3): 1976, 1983, 1984